# Samson và Delilah
Samson và Delilah, Op. 47 (tiếng Pháp: Samson et Dalila) là vở opera của nhà soạn nhạc người Pháp Camille Saint-Saëns. Người viết lời cho tác phẩm là Ferdinand Lemaire. Lemaire đã dựa vào Kinh thánh để viết lời cho tác phẩm. Vở opera được sáng tác vào các năm 1867-1868, trình diễn lần đầu tiên tại Weimar, Đức vào năm 1877.

## Âm thanh
| Vở opera Samson và Delilah của Saint-Saëns, khúc Vois ma misère, hélas, do Enrico Caruso thể hiện vào ngày 7 tháng 12 năm 1916 |  |
| |  |
| |  |